# 穆库里
穆库里是巴西巴伊亚州的一个市镇。总面积1774.763平方公里，总人口32215人，人口密度18.2人/平方公里。